# Luigi Zappi Ceroni
Il marchese Luigi Zappi Ceroni, patrizio di Imola, patrizio di San Marino (Bologna, 18 marzo 1854 – Firenze, 28 giugno 1932), è stato un imprenditore e politico italiano.

## Biografia
Discendente da un'antica dinastia nobiliare, esponente di spicco dei liberali moderati di Imola, si è occupato principalmente delle vaste tenute agricole di famiglia ed ha promosso la costituzione di una società agraria locale. Promotore di enti mutualistici e cooperative di orientamento moderato è stato consigliere comunale a Imola, sindaco della città (1885-1889) e deputato per tre legislature. Fu nominato senatore a vita nel 1910.
Promotore di enti mutualistici e cooperative di orientamento moderato viene eletto consigliere comunale di Imola, divenendone assessore nel 1880 e sindaco dal 15 ottobre 1886 al 4 novembre 1889. È stato consigliere provinciale di Bologna dal 13 agosto 1888 al 9 ottobre 1889, dall'8 agosto 1892 al 16 maggio 1895, dal 14 agosto 1899 al 28 giugno 1902.
Deputato alla Camera del Regno per tre legislature dal 1890 al 1895 e dal 1897 al 1900, nel 1910 venne nominato senatore del Regno, carica che era a vita.

## Intitolazioni
Una via di Imola porta il suo nome.